# 猪俣周杜
猪俣 周杜（いのまた しゅうと、2001年〈平成13年〉8月17日 - ）は日本のアイドル、タレント。男性アイドルグループ・timeleszのメンバー、8iperの元メンバー。
茨城県出身。STARTO ENTERTAINMENT所属。

## 来歴
アイドルグループ8iper（ハイパー）に所属し、約1年半アイドルとして活動していた。
グループ卒業後は父の営む塗装屋で働いていたが、塗装自体は全く経験がなく経理を担当していた。
2025年2月15日、timelesz projectを経てtimeleszへ加入。
同年3月21日、個人公式Instagramを開設。4月にはSTARTO ENTERTAINMENT有料のウェブ版ブログ「FAMILY CLUB web」で「読んだら明日幸せになる!?」を開設した。

## 人物
- 呼ばれたいニックネームは「シュートくん[10]」。
- 趣味は食べること、スポーツ・アニメ・ドラマ観賞[11]。お酒は弱い[12]。
- 特技は体を動かすこと[11]。

### タイプロ関連
- timelesz project 参加を決めた理由にSexy Zoneの配信ラストライブを見たこと挙げており、「言葉に表せないくらい心にグッとくるものがあって。それからすぐtimelesz projectが発表されて、僕もこんな素晴らしいステージに一緒に立ちたいと思ったんです」と語っている[5]。
- 配信内で行われた「候補生が選ぶ"努力がハンパないと思った候補生ランキング"」第1位に選ばれた努力家[11]。
- timelesz（Sexy Zoneを含む）の楽曲で自分ができるのが楽しみな楽曲は、「ぎゅっと」と「Cream」と「puzzle」[13]。
- 松島聡は猪俣の人柄を、「本当に誰からにも愛される」「一切負の感情を見せない」「どんなに苦しい環境においてもポジティブマインドで乗り越えられる」と評価[14]。
- timelesz project合格発表の際、菊池風磨は「努力を見せずに、自分とただひたすら向き合って、我々timeleszと向き合って、曲と向き合って、そんな姿がすごく印象的でした」、佐藤勝利は「どんなに壁にぶつかっても自分の力で乗り越える姿、本当に頼もしかったです。これからもひたむきな努力を続けていけば、周杜が今苦手だと思っていることも絶対にできるようになる。そういうことを僕たちは思わせてもらいました。周杜しか持っていない華であったり、誰もが持っているわけではないキュートさ。愛される人間だと思うので、仲間でいてほしいなと思いました」とコメントした[15]。

## 出演

### バラエティ番組
- ニカゲーム（2025年4月1日 - 22日[16][17]・6月29日[18]、テレビ朝日）
- エース・周杜の“ちゃんとやれるかな？”（2025年5月18日、日本テレビ）[19]